# Ушкаїцький сільський округ
Ушкаї́цький сільський округ (каз. Үшкиік ауылдық округі, рос. Ушкаикский сельский округ) — адміністративна одиниця у складі Сауранського району Туркестанської області Казахстану. Адміністративний центр — село Жалантос.
Населення — 5468 осіб (2021; 5447 у 2009, 5222 у 1999, 4265 у 1989).
Станом на 1989 рік існувала Ушкаїцька сільська рада (села Амангельди, Будьонний, Теке, селище Спецхозоб'єднання).

## Склад
До складу округу входять такі населені пункти:
| Населений пункт           | Колишні назви     | Населення, осіб (1989) | Населення, осіб (1999) | Населення, осіб (2009) | Населення, осіб (2021) |
| ------------------------- | ----------------- | ---------------------- | ---------------------- | ---------------------- | ---------------------- |
| Жалантос, село            | Будьонний         | 256                    | 233                    | 277                    | 216                    |
| --Лісництво               | -                 | -                      | -                      | -                      | 3                      |
| Нуртас, село              | Амангельди        | 1323                   | 1577                   | 1585                   | 1491                   |
| Султанбека Кожанова, село | Спецхозоб'єднання | 501                    | 836                    | 636                    | 659                    |
| --Лісництво               | -                 | -                      | -                      | -                      | 9                      |
| Теке, село                | -                 | 2185                   | 2576                   | 2949                   | 3076                   |
| --МТФ                     | -                 | -                      | -                      | -                      | 14                     |